# آزادراه‌های ای۷۴(ام) و ام۷۴

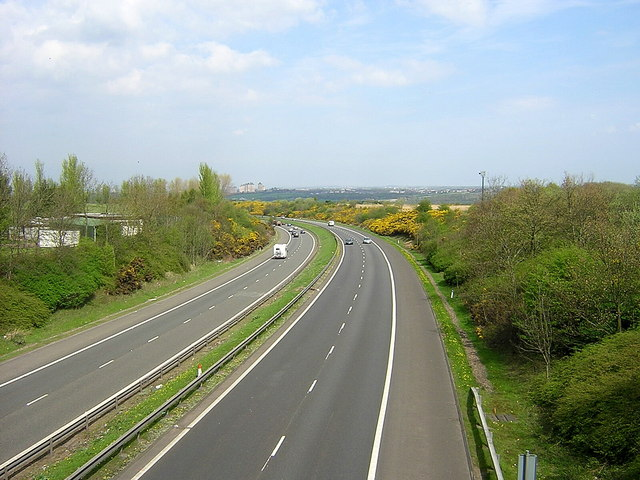
آزادراه‌ام۷۴

آزادراه‌های ای۷۴(ام) و ام۷۴ دو آزادراه در کشور اسکاتلند هستند.
آزادراه‌ام۷۴ که از شهر ترادستون شروع میشود، ۶۰ کیلومتر (۴۰ مایل) مسافت دارد و از شهرهای مهمی مانند گلاسگو، همیلتون، ایست کیلبراید عبور میکند و سپس وارد آزادراه ای۷۴(ام) میشود، این آزادراه نیز با ۷۲ کیلومتر (۴۵ مایل) مسافت تا شهر گرتنا ادامه پیدا میکند.